# Cabdill dels bambús
El cabdill dels bambús (Hemitriccus flammulatus) és un ocell de la família dels tirànids (Tyrannidae).

## Hàbitat i distribució
Habita boscos i bambú de les terres baixes del nord i sud-est del Perú, nord i est de Bolívia i sud-oest del Brasil.